# Accident del Costa Concordia
L'accident del Costa Concordia o sinistre del creuer italià, que inclou el xoc i el posterior encallament i enfonsament parcial, va succeir el divendres 13 de gener de 2012, després de xocar contra un escull de la costa italiana. El vaixell va encallar enfront de l'illa de Giglio -de poc més de 1.500 habitants-, a Toscana, el que va requerir l'evacuació de les 4.229 persones a bord; el nombre de rescatats va superar la capacitat d'hostalatge de la petita illa, i, en absència d'altres habitatges, les autoritats van obrir les portes dels col·legis, escoles bressol, hotels i catedrals.
32 persones van morir, entre passatgers i tripulació, 64 persones van resultar ferides -tres d'elles de gravetat-; una parella de noucasats de Corea del Sud més un tripulant italià van haver de ser rescatats dessota la coberta. El capità, Francesco Schettino, i el primer oficial, Ciro Ambrosio, van ser arrestats sota sospita d'homicidi involuntari després de navegar molt més a la vora de la riba del permès. Schettino, va ser posteriorment alliberat el 5 de juliol.
La nau va ser adreçada amb èxit a mitjan setembre de 2013 en una operació sense precedents a la història naval, per ser posteriorment desballestada el 2014. El complex rescat, del que va participar un equip de 500 tècnics, 22 naus i vuit vaixells, va costar 600 milions d'euros, i representa una fita a la història dels creuers.
El Concordia va entrar al servei de Costa Cruceros el 7 de juliol de 2006, sent el vaixell més gran construït a Itàlia fins a aquest moment i va costar 450 milions d'euros. Amb les seves 114.500 tones, és el naufragi de més gran tonatge de la història i els analistes del sector estimen que es tracta d'un sinistre total.

## Naufragi
La investigació va mostrar que el Costa Concordia va patir un impacte a les 21:42 (hora local). El vaixell navegava enfront de l'Illa de Giglio, procedent de Civitavecchia, d'on havia sortit aquesta mateixa tarda com a inici d'un creuer de set dies que havia de fer escala a Savona, Marsella, Barcelona, Palma, Càller i Palerm. Segons els guardacostes, 3.206 passatgers i 1.023 membres de la tripulació es trobaven a bord en aquest moment.

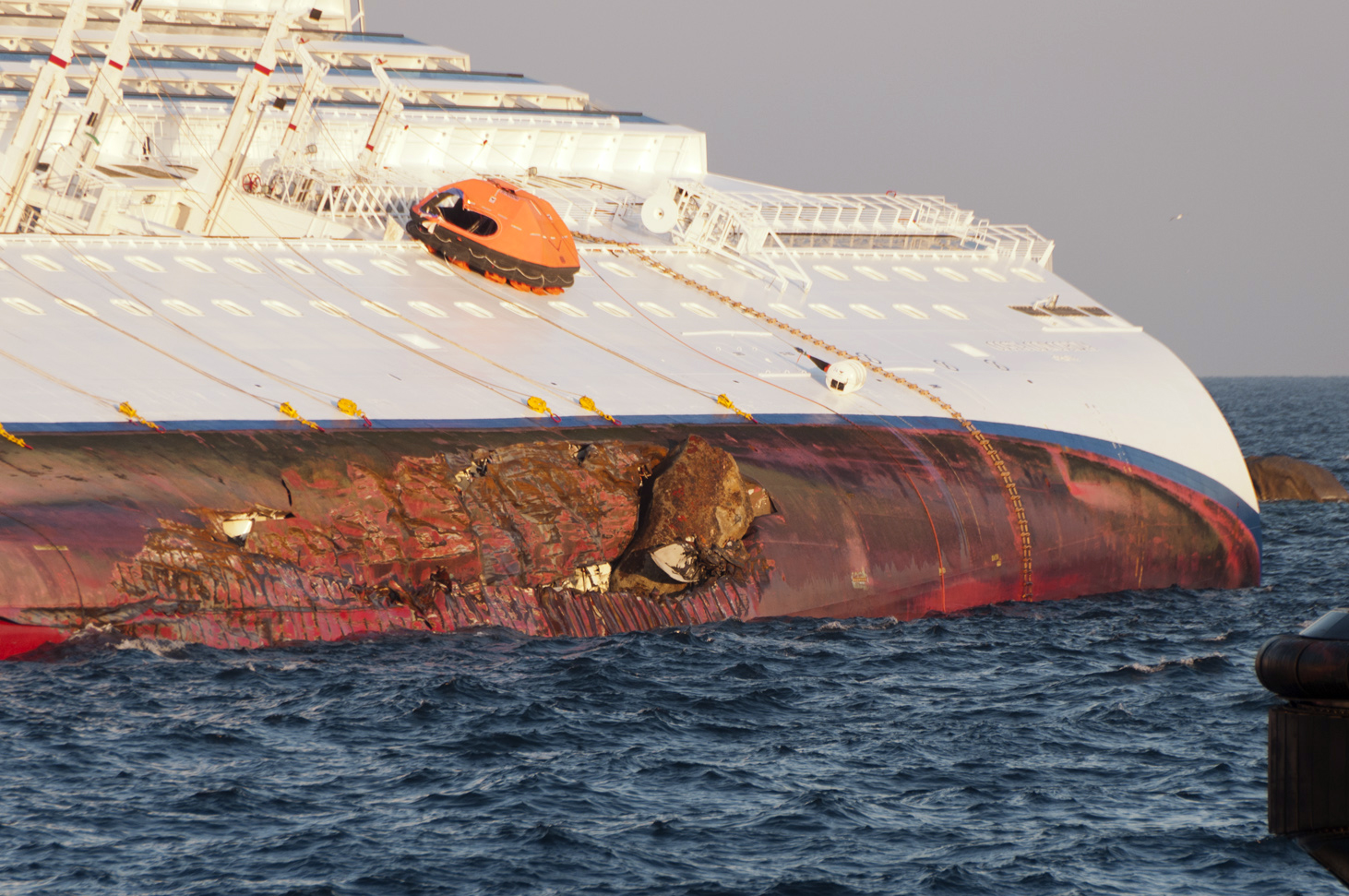
El Costa Concordia mostrant una roca incrustada en el costat de babord del seu casc danyat.

L'escull contra el que va xocar es troba en una zona identificada en les cartes marítimes com Le Scole, a uns 800 m al sud de l'entrada del port. Després de l'impacte, el vaixell va continuar navegant durant aproximadament altres 1000 metres (3281 peus) fins a l'entrada nord del port, i aleshores va virar amb la intenció d'acostar-se. Aquesta virada es va realitzar a aproximadament 800 metres (2625 peus) al sud de l'entrada del port de Giglio, i amb això, es va moure el centre de gravetat cap a l'estribord del vaixell que va inclinar cap a aquest costat, inicialment 20º, i finalment es va aturar en un angle de 80º. En aquesta posició es va poder observar una esquerda de 48,8 metres (160 peus) al costat de babord, i una gran roca incrustada al buc del vaixell.
Un funcionari local va dir que el vaixell s'havia desviat del seu curs, possiblement per donar als passatgers una vista nocturna del Port de Giglio, a la costa est de l'illa. A més a més, el capità va admetre que es trobava navegant sense el sistema de navegació per ordinador del vaixell: «estava navegant a la vista, ja que coneixia el fons del mar en aquesta zona molt bé, havia fet aquest moviment unes tres o quatre vegades». Costa Cruceros després va confirmar que «no era una ruta -definida per l'ordinador- per passar per Giglio». El Director executiu de Costa Creuers, Pier Luigi Foschi, va explicar que tots els vaixells tenen una ruta programada per ordinador i alarmes, tant visuals com sonores, que s'activen «si el vaixell es desvia per qualsevol motiu de la ruta emmagatzemada a l'ordinador i controlada pel GPS», però que aquestes alarmes podien ser desactivades «manualment».
Es va al·legar més tard que el capità es va acostar a Giglio en consideració al maître de la nau, que era de l'illa. El capità li va demanar que anés fins al pont de comandament per presenciar el pas, i segons testimonis el mateix maître va advertir: «cal anar amb compte, estem molt a prop de la costa.» La germana del maître del vaixell havia publicat un missatge a Facebook en italià que deia: «Aviat el vaixell Concordia passarà molt a la vora. Una salutació gran al meu germà que finalment tindrà una mica de vacances a la seva arribada a terra a Savona.» El pare del maître va recordar, «Antonello em va trucar d'hora per dir que el vaixell passaria per l'illa al voltant de les 21.30 i en arribar sonaria la sirena per saludar. Era una cosa que es feia sovint.» Una altra denúncia va ser que la salutació de pas era també per a un vell col·lega del capità, un ex almirall de la línia de creuers, que no era en l'illa en aquell moment.
El vaixell va perdre el flux elèctric en les cabines, poc temps després de la col·lisió inicial. La càmera del vaixell mostra l'última actualització el 13 de gener a les 20:31 GMT.
Els passatgers eren en el menjador quan va haver un cop sobtat i fort, que un tripulant (parlant a l'intercomunicador), descriu com una «falla elèctrica». L'auxiliar de cabina Deodato Ordona va recordar que quasi una hora abans que l'emergència general fos anunciada: «Els vàrem dir als hostes que tot estava bé i sota control i vàrem tractar d'aturar el pànic», a la vegada un supervivent va dir: «El vaixell va començar a tremolar. Hi va haver pànic, com en una pel·lícula, plats estavellant-se contra el terra, gent corrent, gent rodant per les escales». Van dir que el vaixell sobtadament es va inclinar cap a babord. Més tard es va aconsellar als passatgers que es posessin les seves armilles salvavides. Quan més tard el vaixell gira, intentant ingressar al port, va començar a inclinar-se aproximadament 20º a estribord, el canvi va crear problemes per al llançament dels bots salvavides. El president de Costa Cruceros, Gianni Onorato, va dir que l'evacuació normal dels bots salvavides s'havia tornat «quasi impossible» perquè el vaixell es va inclinar molt ràpid.
Pocs minuts després de l'impacte, el capità va ser advertit pel cap de la sala de màquines que la ruptura que es va produir al casc es tractava d'una esquerda de 70 metres de longitud.
Parlant per a la televisió local, el capità del vaixell va insistir que les roques contra les que havia xocat el Concordia no estaven senyalades en els mapes marítims. Però el portaveu dels guardacostes locals, va insistir en el contrari. Un pescador local va afirmar que les costes de l'illa de Giglio són conegudes pels seus fons rocosos.

## Evacuació i esforços de rescat

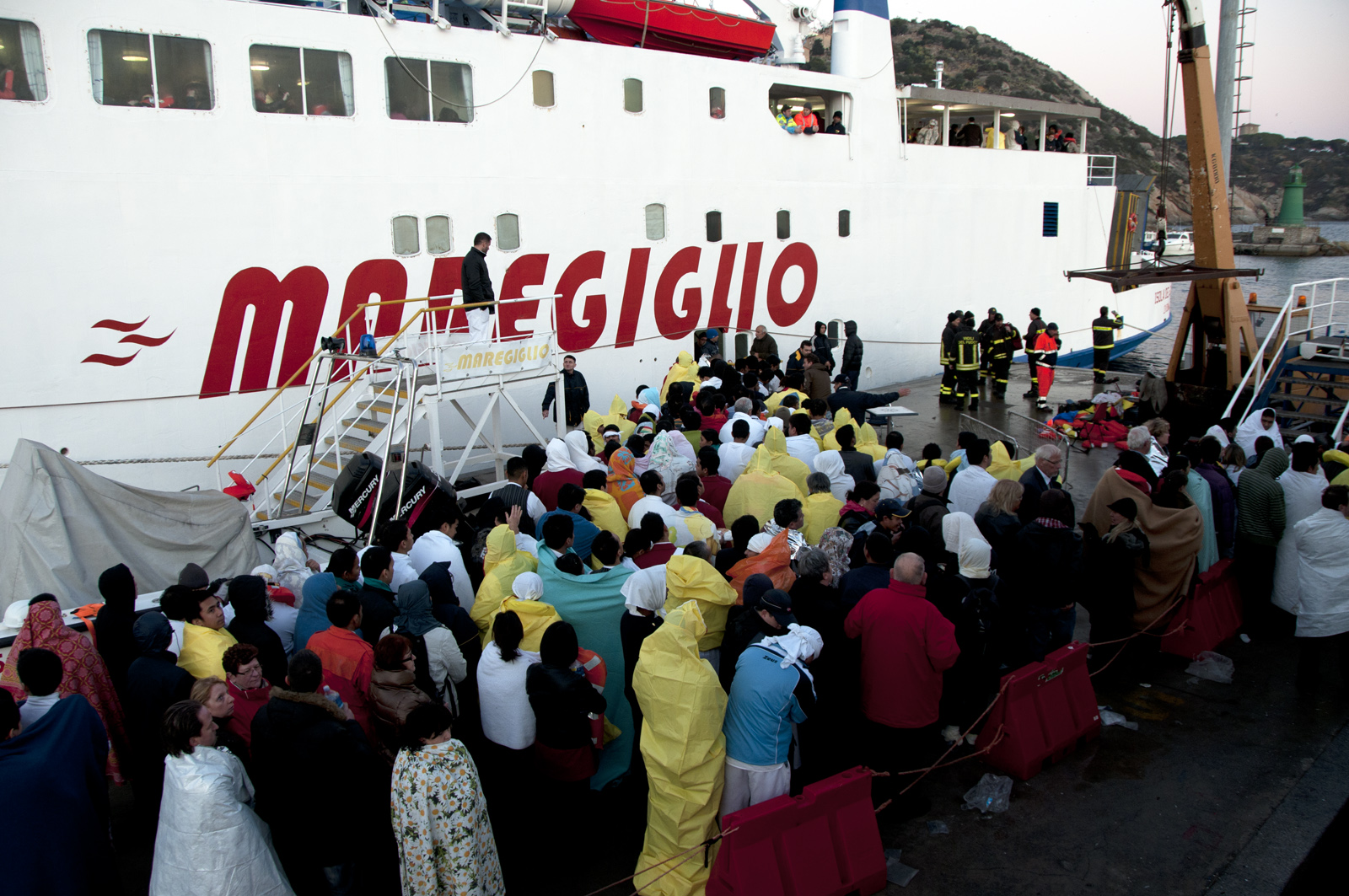
Passatgers rescatats a terra.

Alguns passatgers van saltar a l'aigua, mentre que d'altres, preparats per evacuar el vaixell, es van retardar fins a 45 minuts, ja que membres de la tripulació es resistien a descarregar els bots salvavides. Tres persones van ser reportades com a ofegades després de saltar del vaixell, i d'altres set estaven greument ferides. El cap dels bombers de la localitat, Ennio Aquilino, va dir que els seus homes van treure 100 persones del mar i van salvar al voltant de 60 persones més que estaven atrapades al vaixell."
Cinc helicòpters de l'Aeronautica Militare van prendre torns per fer rescats aeris de supervivents que encara romanien en la nau i portar-los a un lloc segur. El 14 de gener, mentre l'acció de Schettino el convertia en una figura mundial, uns bussos van cercar en les aigües fins a les 18.00 h i es van aturar a la nit.
Bussos i bombers van prosseguir amb la cerca de supervivents que podrien haver quedat atrapats, i van rescatar amb vida a una parella de noucasats, Han Gi-Duk i Jung Hye-Jin de Corea del Sud atrapats en una cabina de dos pisos per damunt de la línia d'aigua, i al tripulant italià Manrico Giampedroni amb una fractura a la cama el diumenge dia 15.
El vaixell es trobava en una cornisa d'uns 37 metres, de longitud. El 16 de gener, les aigües violentes van moure la nau al voltant de 15 mm, interrompent les feines de rescat i donant lloc a tenir por que el vaixell pogués ser arrossegat a 68 metres, d'aigües profundes o que el combustible pugui vessar-se. Les operacions es van reprendre unes tres hores més tard. Durant tot el procés, es van fer esclatar explosius per crear forats al vaixell per arribar a zones que abans eren inaccessibles. El 18 de gener, els esforços de rescat es van suspendre novament però poc després es van reprendre.
El 15 de gener de 2013 els municipis d'Illa de Giglio i Monte Argentario van ser condecorats amb el màxim guardó civil italià, la Medalla d'Or al Mèrit Civil concedida pel President de la República pel compromís dels ciutadans, administradors i les institucions locals al rescat dels supervivents de la Costa Concordia.

## Víctimes mortals
1. Maria Dintrono, Itàlia, 30 anys
2. Giovanni Masia, Itàlia, 85 anys
3. Luisa Antonia Virzi, Itàlia
4. Dayana Arlotti, Itàlia
5. William Arlotti, Itàlia
6. Maria Grazia Trecarichi, Itàlia
7. Girolamo Giuseppe, Itàlia, tripulació
8. Elisabeth Bauer, Alemanya
9. Christina Mathi Ganz, Alemanya
10. Norbert Josef Ganz, Alemanya
11. Margarethe Neth, Alemanya
12. Margrit Schroeter, Alemanya
13. Brunhild Werp, Alemanya
14. Horst Galle, Alemanya
15. Gabriele Grube, Alemanya
16. Egon Hoer, Alemanya
17. Inge Schall, Alemanya
18. Josef Werp, Alemanya
19. Siglinde Stumpf, Alemanya
20. Jeanne Gannard, França
21. Michael M. Blemand, França
22. Mylene Litzler, França
23. Pierre Gregoire, França
24. Jean Pierre Micheaud, França, 61 anys
25. Francis Servil, França, 71 anys
26. Guillermo Gual, Espanya, 68 anys
27. Thomas Alberto Costilla Mendoza, Perú, tripulació
28. Erika Fani Soria Molina, Perú, 25 anys, tripulació
29. Barbara Heil, Estats Units d'Amèrica
30. Gerald Heil, Estats Units d'Amèrica
31. Sándor Fehér, Hongria, 38 anys, tripulació
32. Russel Terence Rebello, Índia, tripulació

## Rescat del vaixell
El maig de 2012, es va anunciar l'inici de les operacions per part del consorci italoamericà Titan-Micoperi per reflotar el vaixell, amb un cost total de 236 milions d'euros; posteriorment es va anunciar que el cost de les tasques de reflotació ascendirien a uns 300 milions d'euros. El setembre de 2013 es va iniciar el redreçament del vaixell, encallat en el lloc de l'accident, anunciant-se en qualsevol cas que romandria a Giglio fins a la primavera de 2014.
El 17 de setembre de 2013 el vaixell va ser adreçat i col·locat sobre una plataforma recolzada en el llit marí en un procés que va durar 19 hores. El cost de l'operació va ser de 600 milions d'euros. S'esperava que el vaixell pogués ser completament retirat de Giglio a la primera meitat de 2014, però el pla se'n va sortir de data i va tenir lloc a la segona meitat, justament el dimecres 23 de juliol de 2014, a les 11.15 hores, després d'això va ser conduït cap al dipòsit de ferralla de Gènova, al nord-oest d'Itàlia. El casc va ser remolcat a través del Canal de Còrsega, on serà desballestat.